# Filips van de Elzas

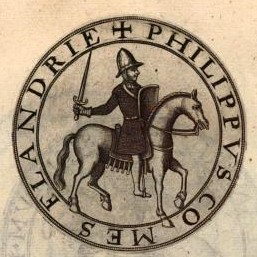
Het zegel van Filips van de Elzas

Filips van de(n) Elzas (1142 – bij Akko, 1 juni 1191) was graaf van Vlaanderen van 1168 tot aan zijn dood. Hij was de tweede zoon van Diederik van de Elzas en Sybille van Anjou.

## Biografie
Door zijn vader was hij tot regent van het graafschap aangesteld tijdens diens derde reis naar het Heilig Land in 1157. In de praktijk bekleed met de titel van graaf, nam hij sinds dat jaar actief deel aan de regering, ook na de terugkeer van zijn vader in 1159. Toen deze in 1168 overleed, werd hij ook officieel graaf van Vlaanderen.
Hij sprak geen Nederlands, maar Frans en het Duits van de Elzas.
Door zijn huwelijk met Elisabeth van Vermandois (in 1159), dochter van Roeland I van Vermandois, verwierf Filips in 1163 het graafschap Vermandois en de Picardische afhankelijkheden Amiens en Valois, waardoor Filips' machtsgebied in het zuiden nu tot aan het Franse kroondomein reikte, het Île-de-France. Het huwelijk tussen Filips en Elisabeth bleef kinderloos. In 1175 ontdekte hij dat Elisabeth overspel pleegde. Uit wraak liet hij haar minnaar Walter de Fontaines doodknuppelen.
Na de dood van Elisabeth (1183) eiste de Franse koning Filips Augustus haar territoria op, doch na onderhandelingen (Verdrag van Boves) mocht Filips ze levenslang behouden; niettemin stond hij vrijwillig Valois aan zijn schoonzuster Eleonora af.
In 1179 overleed de Franse koning Lodewijk. De aanduiding van de Vlaamse graaf door de koning tot begeleider en voornaamste raadgever van de Franse kroonprins Filips bewijst dat Filips van de Elzas op dat ogenblik de machtigste edelman van Frankrijk was. Toen de kroonprins in Reims werd gekroond droeg Filips van de Elzas het rijkszwaard en tijdens het feestmaal verscheen hij als seneschalk aan tafel. Hij huwde in 1180 de Franse kroonprins uit aan Isabella, de dochter van zijn zus Margaretha en Boudewijn de Moedige.
In 1184 hertrouwde Filips met Mathilde, dochter van koning Alfons I van Portugal. Zijn beide huwelijken bleven kinderloos. Het besef dat het Huis van de Elzas in mannelijke lijn zou uitsterven, heeft Filips ertoe gedreven een politiek te voeren die erop gericht was het Franse kroondomein te beheersen. Het huwelijk van zijn nicht Isabella met de jonge Franse koning Filips bleek echter een misrekening, want Filips Augustus ging zijn eigen politiek voeren, die van hem de grote hersteller van de koninklijke macht zou maken. Toen Filips van de Elzas overleed viel het zuidelijk deel van Vlaanderen (het latere graafschap Artesië), dat hij als huwelijksgift aan Isabella had geschonken, aan Frankrijk.
Na de mislukking van zijn politiek tegenover Filips II August zocht Filips van de Elzas compensatie in zijn Palestijnse ambities, die evenmin met succes werden bekroond. Tijdens zijn tweede tocht naar het Heilige Land stierf hij aan een epidemische ziekte bij de belegering van Akko. Hij werd opgevolgd door zijn zus Margaretha en zijn schoonbroer, Boudewijn de Moedige, die als Boudewijn VIII ook graaf van Vlaanderen werd.

## Vernieuwend beleid

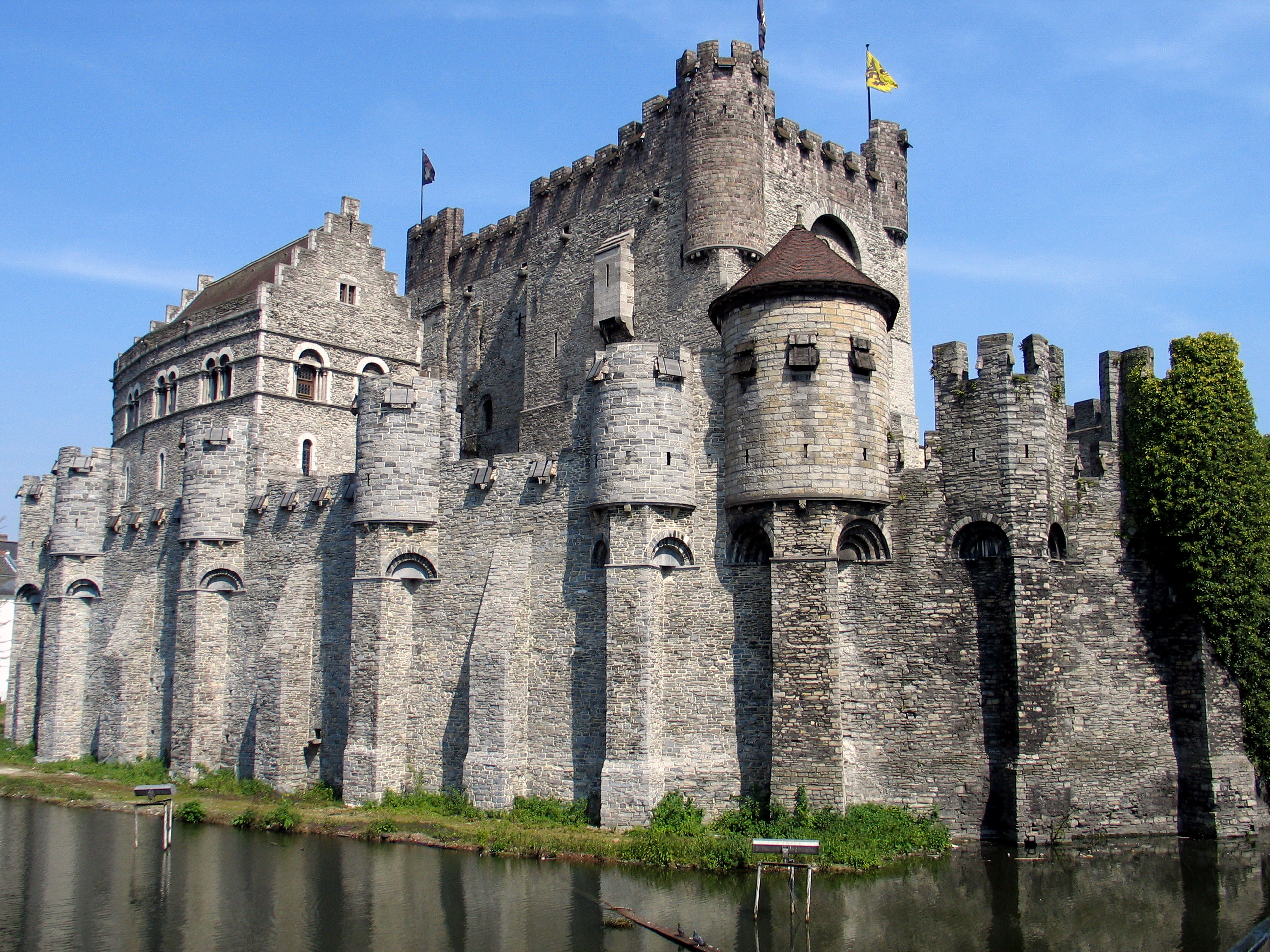
Het Gravensteen te Gent

Op binnenlands vlak werd Filips' beleid gekenmerkt door een krachtige stedelijke politiek. Zijn voornaamste verwezenlijking was de uitbouw van zijn graafschap tot een moderne staat. Hij verleende eenvormige keuren aan de grote Vlaamse steden, en voerde ingrijpende wijzigingen door op gerechtelijk gebied (vernieuwing van het strafrecht, instelling van de baljuws). Ook steunde hij een reeks opmerkelijke economische initiatieven, onder meer de stichting van de havens Grevelingen, Nieuwpoort, Damme en Biervliet. In de eerste periode van zijn regering (die samenvalt met deze vernieuwingen) werd graaf Filips geïnspireerd door zijn kanselier, Robrecht van Ariën, bisschop-elect van Atrecht en Kamerijk, maar in de periode nadien ziet het ernaar uit dat hij zelf zijn beleid heeft uitgetekend. Filips van de Elzas was een geletterd vorst en zijn hof groeide uit tot een centrum van cultuur. Het grafelijk hof reisde rond, zoals gebruikelijk in die tijd, en verbleef onder andere in het Kasteel van Wijnendale. In 1180 liet graaf Filips het Gravensteen te Gent optrekken als verblijfplaats voor het grafelijk geslacht. Ook in de krijgskunst wist hij zich een goede reputatie op te bouwen.

## Invoering wapenschild
Hij bezorgde Vlaanderen ook het huidige wapenschild: de klimmende leeuw van sabel, getongd en genageld van keel, op het gouden veld. Er wordt weleens beweerd dat hij het meebracht uit het Heilige Land, waar hij het in 1177 zou hebben veroverd op een Saraceense ridder, maar dat is een mythe. Alleen al het feit dat de Leeuw op zijn zegel uit 1163 verschijnt, toen hij nog geen voet in de Oriënt had gezet, spreekt dit verhaal tegen. In werkelijkheid volgde Filips gewoon een West-Europese mode; ongeveer in dezelfde periode verscheen er ook een leeuw in de wapens van Brabant, Holland, Limburg en andere vorstendommen.

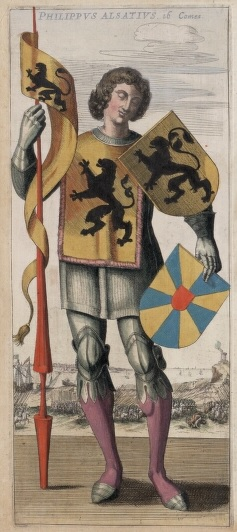
Filips van de Elzas (afbeelding uit Flandria illustrata, 1641).

Hoewel er geen enkel historisch bewijs voor bestaat, vinden we vanaf de 14e eeuw in verschillende wapenboeken de bewering dat het huis van Vlaanderen vóór de Leeuw een gegeerd schild van twaalf stukken van lazuur en goud voerde, met een hartschild van keel. Dit werd toegeschreven aan Liederik, die volgens de woudmeesterslegende de stamvader was van het Vlaamse grafelijk huis. Het is waarschijnlijk afgeleid van een verkeerd geïnterpreteerd sierbeslag op het schild van de Vlaamse graaf Willem Clito (1102-1128), zoals het stond afgebeeld op zijn grafmonument in de Sint-Bertijnsabdij van Sint-Omaars. Dat schild vertoont centraal een umbo (sierknop) van waaruit enkele stralen naar de schildranden vertrekken. In zijn zoektocht naar het oude wapen van Vlaanderen heeft abt Iperius, biograaf van het Vlaamse gravenhuis, dit geïnterpreteerd als een gegeerd wapen met een hartschild; de kleuren – die hij er zelf aan moet hebben toegevoegd – zijn vermoedelijk deze van het Franse koningshuis. Zo krachtig was zijn visie dat dit wapen in nauwelijks dertig jaar tijd volkomen ingeburgerd raakte.

## Voorouders
| Voorouders van Filips van Elzas | Voorouders van Filips van Elzas                                                    | Voorouders van Filips van Elzas                                                    | Voorouders van Filips van Elzas                                                    | Voorouders van Filips van Elzas                                                    | Voorouders van Filips van Elzas                                        | Voorouders van Filips van Elzas                                        | Voorouders van Filips van Elzas                                            | Voorouders van Filips van Elzas                                            |
| ------------------------------- | ---------------------------------------------------------------------------------- | ---------------------------------------------------------------------------------- | ---------------------------------------------------------------------------------- | ---------------------------------------------------------------------------------- | ---------------------------------------------------------------------- | ---------------------------------------------------------------------- | -------------------------------------------------------------------------- | -------------------------------------------------------------------------- |
| Overgrootouders                 | Gerard van Lotharingen (1030-1070) ∞ Hedwig Van Namen (?-?)                        | Gerard van Lotharingen (1030-1070) ∞ Hedwig Van Namen (?-?)                        | Robrecht I de Fries (ca. 1029-1093) ∞ Geertruida van Saksen (1033-1113)            | Robrecht I de Fries (ca. 1029-1093) ∞ Geertruida van Saksen (1033-1113)            | Fulco IV van Anjou (1043-1109) ∞ Bertrada van Montfort (1070-1117)     | Fulco IV van Anjou (1043-1109) ∞ Bertrada van Montfort (1070-1117)     | Eli I van Maine (1060-1110) ∞ Mathilde van Château-du-Loir (ca. 1055-1099) | Eli I van Maine (1060-1110) ∞ Mathilde van Château-du-Loir (ca. 1055-1099) |
| Grootouders                     | Diederik II van Lotharingen (ca. 1050-1115) ∞ Gertrudis van Vlaanderen (1080-1117) | Diederik II van Lotharingen (ca. 1050-1115) ∞ Gertrudis van Vlaanderen (1080-1117) | Diederik II van Lotharingen (ca. 1050-1115) ∞ Gertrudis van Vlaanderen (1080-1117) | Diederik II van Lotharingen (ca. 1050-1115) ∞ Gertrudis van Vlaanderen (1080-1117) | Fulco V van Anjou (1091-1143) ∞ Ermengarde van Maine (1096-1126)       | Fulco V van Anjou (1091-1143) ∞ Ermengarde van Maine (1096-1126)       | Fulco V van Anjou (1091-1143) ∞ Ermengarde van Maine (1096-1126)           | Fulco V van Anjou (1091-1143) ∞ Ermengarde van Maine (1096-1126)           |
| Ouders                          | Diederik van de Elzas (1100-1168) ∞ 1139 Sybille van Anjou (1116-1165)             | Diederik van de Elzas (1100-1168) ∞ 1139 Sybille van Anjou (1116-1165)             | Diederik van de Elzas (1100-1168) ∞ 1139 Sybille van Anjou (1116-1165)             | Diederik van de Elzas (1100-1168) ∞ 1139 Sybille van Anjou (1116-1165)             | Diederik van de Elzas (1100-1168) ∞ 1139 Sybille van Anjou (1116-1165) | Diederik van de Elzas (1100-1168) ∞ 1139 Sybille van Anjou (1116-1165) | Diederik van de Elzas (1100-1168) ∞ 1139 Sybille van Anjou (1116-1165)     | Diederik van de Elzas (1100-1168) ∞ 1139 Sybille van Anjou (1116-1165)     |
| Filips van de Elzas (1142–1191) |                                                                                    |                                                                                    |                                                                                    |                                                                                    |                                                                        |                                                                        |                                                                            |                                                                            |